# تیتاگرا واگونز
تیتاگرا واگونز (انگلیسی: Titagarh Wagons) شرکت کشتی‌سازی هندی است، که در سال ۱۹۹۸ تأسیس شد.